# Angraecum
Angræcum (em português: Angreco) um género botânico pertencente à família das orquídeas (Orchidaceæ).

## Etimologia
O nome Angræcum é a forma latinizada de "Angrec", palavra malgache, oriunda do Malaio, que se refere á sua aparência similar ao gênero Vanda.

Sinônimos :
- Angorchis  Thouars 1809
- Aerobion Kaempf. ex Spreng. 1826
- Bonniera Cordem. (1899).
- Dolabrifolia (Pfitzer) Szlach. & Romowicz (2007).
- Macroplectrum Pfitzer 1889|
- Pectinaria (Benth.) Cordem. 1899
- Lepervenchea Cordem. 1899
- Ctenorchis K.Schum. 1901
- Monixus Finet 1907